# Alanzinho
Alan Carlos Gomes da Costa, plus couramment appelé Alanzinho, né le 22 février 1983 à Flamengo au Brésil, est un footballeur brésilien qui évolue au poste de milieu de terrain. Après avoir évolué au Brésil, il rejoint l'Europe en 2005 pour jouer au sein du club norvégien de Stabæk Fotball avant de rejoindre la Turquie en 2009, d'abord au sein du club de Trabzonspor, puis à Balıkesirspor et Gazişehir Gaziantep FK.

## Carrière
Au sein du club de Stabæk, Alanzinho joue un rôle important lors de la victoire en championnat en 2008, avec neuf buts inscrits en championnat.
Le 27 janvier 2009, le Stabæk confirme officiellement qu'Alanzinho est libre d'aller à Trabzonspor pour effectuer une visite médicale en vue d'un transfert. Le 28 janvier 2009, il signe un contrat officiel de trois ans et demi avec le club turc.
En juillet 2014, il signe un nouveau contrat avec l'équipe nouvellement promue première division turque, Balıkesirspor. La durée du contrat s'élève à deux années.

## Statistiques en club
| Club                  | Saison                | Division              | Championnat | Championnat | Coupe | Coupe | Compétition(s) continentale(s) | Compétition(s) continentale(s) | Total | Total |
| Club                  | Saison                | Division              | M           | B           | M     | B     | M                              | B                              | M     | B     |
| --------------------- | --------------------- | --------------------- | ----------- | ----------- | ----- | ----- | ------------------------------ | ------------------------------ | ----- | ----- |
| Flamengo              | Série A               | 2003                  | 6           | 0           | 0     | 0     | —                              | —                              | 6     | 0     |
| Flamengo              | Série A               | Total                 | 6           | 0           | 0     | 0     | —                              | —                              | 6     | 0     |
| America (RJ)          | Série C               | 2004                  | ?           | ?           | 1     | 0     | —                              | —                              | ?     | ?     |
| America (RJ)          | Série C               | Total                 | ?           | ?           | 1     | 0     | —                              | —                              | ?     | ?     |
| Paranoá               | Série C               | 2005                  | 0           | 0           | —     | —     | —                              | —                              | 0     | 0     |
| Paranoá               | Série C               | Total                 | 0           | 0           | —     | —     | —                              | —                              | 0     | 0     |
| Stabæk                | Adeccoligaen          | 2005                  | 11          | 3           | 1     | 0     | —                              | —                              | 12    | 3     |
| Stabæk                | Tippeligaen           | 2006                  | 21          | 2           | 3     | 1     | —                              | —                              | 24    | 3     |
| Stabæk                | Tippeligaen           | 2007                  | 26          | 5           | 6     | 4     | —                              | —                              | 32    | 9     |
| Stabæk                | Tippeligaen           | 2008                  | 25          | 9           | 7     | 3     | 2                              | 0                              | 34    | 12    |
| Stabæk                | Tippeligaen           | Total                 | 83          | 19          | 17    | 8     | 2                              | 0                              | 102   | 27    |
| Trabzonspor           | Süper Lig             | 2008–2009             | 17          | 4           | 0     | 0     | —                              | —                              | 17    | 4     |
| Trabzonspor           | Süper Lig             | 2009–2010             | 29          | 1           | 9     | 2     | 2                              | 0                              | 40    | 3     |
| Trabzonspor           | Süper Lig             | 2010–2011             | 29          | 3           | 3     | 1     | 2                              | 0                              | 34    | 4     |
| Trabzonspor           | Süper Lig             | 2011–2012             | 37          | 2           | 2     | 1     | 11                             | 0                              | 50    | 3     |
| Trabzonspor           | Süper Lig             | 2012–2013             | 27          | 1           | 6     | 1     | 2                              | 0                              | 35    | 2     |
| Trabzonspor           | Süper Lig             | 2013–2014             | 1           | 0           | 0     | 0     | 8                              | 0                              | 9     | 0     |
| Trabzonspor           | Süper Lig             | Total                 | 140         | 11          | 20    | 4     | 25                             | 0                              | 185   | 15    |
| Balıkesirspor         | Süper Lig             | 2014–2015             | 14          | 1           | 0     | 0     | —                              | —                              | 14    | 1     |
| Balıkesirspor         | Süper Lig             | Total                 | 14          | 1           | 0     | 0     | 0                              | 0                              | 14    | 1     |
| Gaziantep BB          | TFF First League      | 2014–15               | 18          | 5           | 0     | 0     | —                              | —                              | 18    | 5     |
| Gaziantep BB          | TFF First League      | 2015–16               | 21          | 1           | 0     | 0     | —                              | —                              | 21    | 1     |
| Gaziantep BB          | TFF First League      | Total                 | 39          | 6           | 0     | 0     | 0                              | 0                              | 39    | 6     |
| Stabæk                | Tippeligaen           | 2016                  | 8           | 1           | 0     | 0     | —                              | —                              | 8     | 1     |
| Stabæk                | Tippeligaen           | Total                 | 8           | 1           | 0     | 0     | 0                              | 0                              | 8     | 1     |
| Total sur la carrière | Total sur la carrière | Total sur la carrière | 290         | 38          | 38    | 12    | 27                             | 0                              | 355   | 50    |

## Palmarès

### En club
Stabæk
- Champion de Norvège en 2008

Trabzonspor
- Vainqueur de la Coupe de Turquie en 2010

### Distinctions personnelles
- Kniksen Award : Élu meilleur milieu de terrain du championnat norvégien en 2007 et 2008